# ديف فينوي
ديف فينوي (بالإنجليزية: Dave Fennoy)‏ مواليد 20 يناير 1952 في ماريلند، الولايات المتحدة، هو مؤدي أصوات وممثل أمريكي بدأ مسيرته الفنية سنة 1990.

## الأعمال

### أفلام
- بن 10: مدمر الكائنات الفضائية
- بن 10: سر الأومنتريكس

### مسلسلات
- هنري البطل

### ألعاب فيديو
- باتمان: أركام نايت
- باتمان: أركام أوريجنز
- باتمان: ذا تلتيل سيريس
- بايونيتا
- بايونيتا 2
- دوتا 2
- دريمفول تشابترز: ذا لونغست جورني
- إيفولف
- فول أوت: فيغاس الجديدة
- فول أوت 4
- فاينل فانتازي 15
- جراند ثفت أوتو V
- إنفيموس: سكند سن
- كينغز كويست 6
- لاو بريكرز
- مافيا 2
- مافيا 3
- ماس إفكت 2
- ميتال غير سوليد 4: غنز أوف ذا بتريوتس
- ميتال غير سوليد: بيس والكر
- بروتوتايب
- راتشت أند كلانك فيوتشر: كراك ان تايم
- ستريت فايتر V
- ذا ايلدر سكرولز أونلاين
- ذا واكينغ ديد
- الموتى السائرون: الموسم الثاني
- الذئب بيننا
- تومب رايدر:الذكرى

## روابط خارجية
- ديف فينوي على موقع IMDb (الإنجليزية)
- ديف فينوي على موقع قاعدة بيانات الفيلم (الإنجليزية)